# Buxières-sous-Montaigut
Buxières-sous-Montaigut é uma comuna francesa na região administrativa de Auvérnia-Ródano-Alpes, no departamento Puy-de-Dôme. Estende-se por uma área de 11,05 km². Em 2010 a comuna tinha 239 habitantes (densidade: 21,6 hab./km²).